# Bengt Arne Linderos
Bengt Arne Linderos, född 17 april 1929 i Glimåkra församling, Skåne, död 18 december 1989 i Dalums församling, Ulricehamns kommun, var en svenskmålare och skulptör, tecknare och grafiker.
Han var son till konstnären Anselm Karlsson Linderos och Elsa Ingeborg Nilsson och bror till konstnären Bruno Linderos. Han var från 1955 gift med Solveig Margareta Wahlgren. Han var farbror till Christer Linderos som var trummis i bandet Röda Ropet. 
Linderos utbildades vid Slöjdföreningens skola 1946-1948 och Konsthögskolan Valand i Göteborg 1948-1950. Bland hans offentliga arbeten märks skulpturen Ormen långe i Vårby och en skulptur placerad i Hjällboparken i Göteborg. Hans konst består av surrealistiska bilder i starka färger, stilleben, figurer och landskapsskildringar i olja, tempera, tuschteckning och litografi. Han signerade sina målningar och litografier "BAL".
Han ställde ut tillsammans med Kjell Lundberg i Norrköping 1954 och med Arne Larzon på Lorensberg i Göteborg. Han medverkade i Decemberutställningen på Göteborgs konsthall, Unga tecknare på Nationalmuseum. Han är representerad vid Norrköpings konstmuseum med teckningen Huvud och Brunnsviks folkhögskola med oljemålningen Stolar.